# دیوگو گونسالوز
دیوگو آنتونیو کوپیدو گونسالوز یا به اختصار دیوگو گونسالوز (انگلیسی: Diogo Gonçalves؛ زادهٔ ۶ فوریهٔ ۱۹۹۷) بازیکن فوتبال اهل پرتغال است.
از باشگاه‌هایی که در آن بازی کرده‌است می‌توان به باشگاه فوتبال بنفیکا اشاره کرد.
وی همچنین در تیم‌های ملی فوتبال زیر ۱۶ سال پرتغال، زیر ۱۷ سال پرتغال، زیر ۱۸ سال پرتغال، زیر ۱۹ سال پرتغال، زیر ۲۰ سال پرتغال، و زیر ۲۱ سال پرتغال بازی کرده‌است.

## دوران باشگاهی
گونسالوز که در المدور به دنیا آمد، کار خود را در باشگاه محلی شهرش در سال ۲۰۰۵ آغاز کرد. دو سال بعد و در سال ۲۰۰۷، پیش از انتقال به تیم جوانان بنفیکا، به اف سی فریرس پیوست.
پس از ارتقاء از تیم جوانان بنفیکا، گونسالوز برای اولین بار برای تیم ذخیره، بنفیکا B، به عنوان بازیکن تعویضی، در ۲۰ دقیقه پایانی در بازی با اولیویرنس، در تاریخ ۱۵ فوریه ۲۰۱۵، از سری مسابقات سگوندا لیگا به میدان رفت.در ۲۴ مه، او اولین گل خود را برای بنفیکا B در برد خانگی ۲ بر ۱ مقابل ویتوریا گیمارش بی به ثمر رساند.
در ۹ اوت ۲۰۱۷، گونسالوز، برای تیم بزرگسالان بنفیکا در پیروزی ۳ بر ۱ مقابل براگا در لیگ برتر فوتبال پرتغال بازی کرد.بعداً، او اولین بازی خود را در لیگ قهرمانان اروپا در باخت خانگی ۱ بر صفر مقابل منچستر یونایتد در ۱۸ اکتبر انجام داد.
در ۱۴ ژوئیه ۲۰۱۸، گونسالوز به صورت قرضی، با این گزینه که در صورت تمایل طرفین در پایان فصل این انتقال دائمی شود، برای فصل ۲۰۱۹–۲۰۱۸ به باشگاه فوتبال ناتینگهام فارست پیوست. او تنها یک‌بار عنوان بازیکن اصلی در چمپیونشیپ بازی کرد آن بازی را هم در روز افتتاحیه و تساوی ۱–۱ مقابل باشگاه فوتبال بریستول سیتی انجام داد و متعاقباً توسط سرمربیان تیم، آیتور کارانکا و مارتین اونیل کمتر به‌طور کامل مورد استفاده قرار گرفت و ده بازی در تمام مسابقات بازی کرد.
گونسالوز و هم تیمی‌اش در بنفیکا، گونزالو رودریگز، هر دو در ۲۶ ژوئیه ۲۰۱۹ به فامالیکائو، که پس از ربع قرن دوری به لیگ برتر بازمی‌گشت، نقل مکان کردند. قرارداد او دوباره یک فصل و به صورت قرضی بود. او اولین گل خود را در ۱۹ دسامبر در برد خانگی ۳–۰ مقابل مافرا برای رسیدن به مرحله یک چهارم نهایی جام حذفی فوتبال پرتغال به ثمر رساند.
در اوت ۲۰۲۰، گونسالوز پس از یک فصل حضور قرضی در فامالیکائو به بنفیکا بازگشت و قرارداد خود را تا سال ۲۰۲۵ تمدید کرد.